# Comuna Mărtinești, Hunedoara

Panou cu harta schematică a comunei Mărtinești afișat la intrarea în comună

Mărtinești (în maghiară: Martinesd, în germană: Martensdorf) este o comună în județul Hunedoara, Transilvania, România, formată din satele Dâncu Mare, Dâncu Mic, Jeledinți, Măgura, Mărtinești (reședința), Tămășasa și Turmaș.

## Demografie
Componența etnică a comunei Mărtinești
     Români (83,71%)
     Maghiari (7,14%)
     Alte etnii (0%)
     Necunoscută (9,16%)
Componența confesională a comunei Mărtinești
     Ortodocși (74,01%)
     Reformați (8,41%)
     Penticostali (4,79%)
     Alte religii (2,77%)
     Necunoscută (10,01%)
Conform recensământului efectuat în 2021, populația comunei Mărtinești se ridică la 939 de locuitori, în scădere față de recensământul anterior din 2011, când fuseseră înregistrați 956 de locuitori. Majoritatea locuitorilor sunt români (83,71%), cu o minoritate de maghiari (7,14%), iar pentru 9,16% nu se cunoaște apartenența etnică. Din punct de vedere confesional, majoritatea locuitorilor sunt ortodocși (74,01%), cu minorități de reformați (8,41%) și penticostali (4,79%), iar pentru 10,01% nu se cunoaște apartenența confesională.

## Politică și administrație
Comuna Mărtinești este administrată de un primar și un consiliu local compus din 9 consilieri. Primarul, Adinel Ioan Botescu[*], de la Partidul Social Democrat, este în funcție din 2016. Începând cu alegerile locale din 2024, consiliul local are următoarea componență pe partide politice:
|  | Partid                                 | Consilieri | Componența Consiliului | Componența Consiliului | Componența Consiliului | Componența Consiliului | Componența Consiliului |
|  | -------------------------------------- | ---------- | ---------------------- | ---------------------- | ---------------------- | ---------------------- | ---------------------- |
|  | Partidul Social Democrat               | 5          |                        |                        |                        |                        |                        |
|  | Uniunea Salvați România                | 2          |                        |                        |                        |                        |                        |
|  | Uniunea Democrată Maghiară din România | 1          |                        |                        |                        |                        |                        |
|  | Partidul Național Liberal              | 1          |                        |                        |                        |                        |                        |

## Atracții turistice
- Biserica din satul Danc
- Biserica din Dâncu Mare
- Biserica din satul Turmaș